# Lobeofsund
Lobeofsund ist ein bewohnter Gemeindeteil im Ortsteil Königshorst der Gemeinde Fehrbellin im Landkreis Ostprignitz-Ruppin im Land Brandenburg.

## Geografische Lage
Der Wohnplatz liegt südwestlich des Gemeindezentrums an der Grenze zur westlich gelegenen Gemeinde Wiesenaue. Nördlich liegt der Fehrbelliner Ortsteil Betzin, östlich der weitere Königshorster Wohnplatz Fredenhorst, südlich die Gemeinde Paulinenaue.

## Geschichte

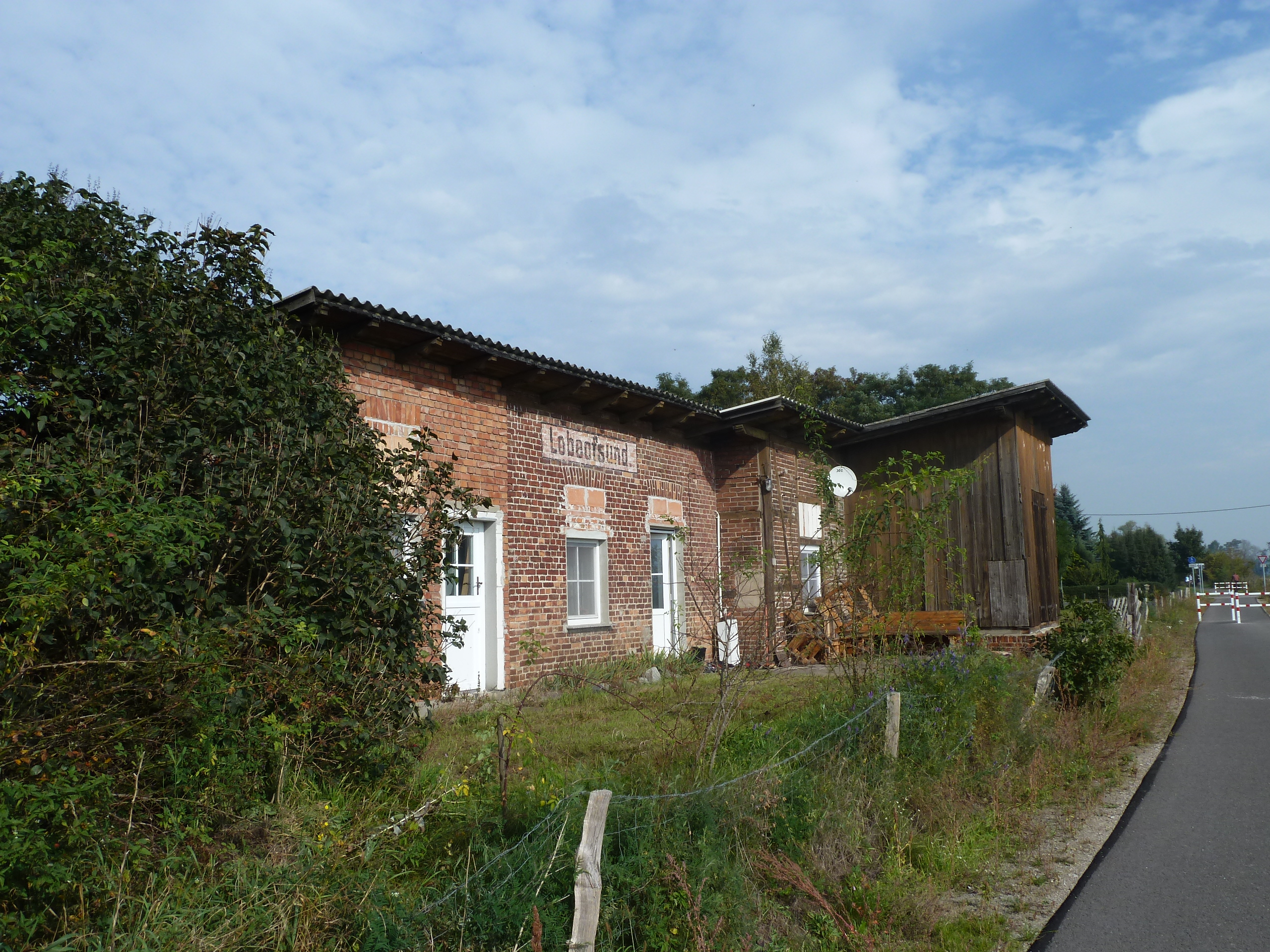
Ehemaliges Bahnhofsgebäude

Das Vorwerk wurde im Jahr 1736 im Amtsgebiet Königshorst errichtet und dort im Jahr 1745 als Lobesundhorst erstmals urkundlich erwähnt. Die Schreibweise wechselte zu Lobeoffsund im Jahr 1772 und Lobussund im Jahr 1773 bzw. Lobe of Sund im Jahr 1775. Im Jahr 1800 lebten im Amtsvorwerk zwei Büdnerfamilien, elf Einlieger und ein Kreisgärnter; in Summe 87 Personen, die 2108 Morgen bewirtschafteten und 16 Feuerstellen (=Haushalte) betrieben. Nach einem leichten Rückgang der Bevölkerung auf 78 Personen im Jahr 1817 lebten im Jahr 1840 in sieben Wohnhäusern 79 Personen. Bis 1858 gab es einen weiteren Rückgang auf 68 Personen. Im Jahr 1860 war aus Lobeofsund ein Domänenvorwerk mit sechs Wohn- und Wirtschaftsgebäuden geworden. Die Bewohner betrieben Landwirtschaft und bewirtschafteten 864 Morgen Weide, 723 Morgen Wiese, 148 Morgen Acker und 13 Morgen Gartenland. Weitere 17 Morgen waren durch Gehöfte belegt. Am 12. September 1880 eröffnete in Lobeofsund ein Bahnhof an der Strecke der Paulinenauer-Neuruppiner Eisenbahn. Aus dem Jahr 1894 ist ein Domänenpächter Büttner überliefert, der dort seit 1887 tätig war. Außerdem gab es zwei Büdner, die 14 Hektar bzw. 11 Hektar bewirtschafteten. Einer von ihnen arbeitete zusätzlich als Gastwirt. Büttner ließ die feuchten Niederungsflächen nach dem Prinzip von Theodor Hermann Rimpau durch Moordammkulturen trockenlegen. Im Jahr 1925 war die Bevölkerung auf 174 Personen angewachsen. Vier Jahre später wurde der Gutsteil Lobeofsund mit der Gemeinde Mangelshorst zur Gemeinde Königshorst vereint.
Nach dem Zweiten Weltkrieg wurden 1947 Hektar Fläche der ehemals preußischen Domäne enteignet und hiervon 526 Hektar auf insgesamt 79 Eigentümer aufgeteilt: 14 landlose Bauern und Landarbeiter, sieben landarme Bauern, 38 Umsiedler, 14 Kleinpächter sowie drei nichtlandwirtschaftliche Arbeiter und Angestellte. Einige von ihnen gründeten im Jahr 1953 eine LPG Typ I, die 1954 in eine Typ III umgewandelt wurde. Sie hatte 12 Mitglieder und 41 Hektar Fläche. Im Jahr 1960, Lobeofsund war seit 1957 ein Ortsteil von Friedenshorst, wurde die LPG Friedenshorst Typ III zur Groß-LPG Lobeofsund-Friedenshorst zusammengeschlossen. Sie bestand im genannten Jahr mit 152 Mitgliedern, die 1304 Hektar Fläche bewirtschafteten. Am 20. Mai 1970 wurde die Bahnstrecke für den Reiseverkehr geschlossen und Ende 1995 stillgelegt.